# James Roosevelt Bayley
James Roosevelt Bayley (Rye, 23 agosto 1814 – Newark, 3 ottobre 1877) è stato un arcivescovo cattolico statunitense.

## Biografia
Suo padre era un medico, docente al Columbia College; la madre apparteneva alla famiglia Roosevelt. Sua zia (la sorella di suo padre) era Elizabeth Ann Bayley, la prima statunitense a essere proclamata santa.
Nato da una famiglia episcopaliana, fu ordinato pastore nel 1840 e fu rettore di una parrocchia di Harlem; fu avvicinato al cattolicesimo da John McCloskey e fu accolto nella Chiesa cattolica nel 1842.
Fu ordinato prete dall'arcivescovo John Joseph Hughes nel 1844 (dopo questo episodio, fu diseredato dal nonno materno). Fu vicerettore e docente di retorica e lettere del St. John's College; fu anche scelto segretario privato dell'arcivescovo Hugues.
Il 30 ottobre 1853 fu consacrato primo vescovo di Newark. La sua missione principale fu l'educazione dei ragazzi: a tal fine, favorì l'insediamento di comunità religiose e missionarie nella sua diocesi e promosse anche la fondazione dell'istituto delle suore di carità di Sant'Elisabetta.
Il 30 luglio 1872 fu nominato arcivescovo di Baltimora.

## Genealogia episcopale e successione apostolica
La genealogia episcopale è:
- Cardinale Scipione Rebiba
- Cardinale Giulio Antonio Santori
- Cardinale Girolamo Bernerio, O.P.
- Arcivescovo Galeazzo Sanvitale
- Cardinale Ludovico Ludovisi
- Cardinale Luigi Caetani
- Cardinale Ulderico Carpegna
- Cardinale Paluzzo Paluzzi Altieri degli Albertoni
- Papa Benedetto XIII
- Papa Benedetto XIV
- Papa Clemente XIII
- Cardinale Giovanni Carlo Boschi
- Cardinale Bartolomeo Pacca
- Papa Gregorio XVI
- Cardinale Lodovico Altieri
- Cardinale Gaetano Bedini
- Arcivescovo James Roosevelt Bayley

La successione apostolica è:
- Arcivescovo William Hickley Gross, C.SS.R. (1873)
- Arcivescovo John Joseph Kain (1875)